# 中國星力量
《中国星力量》是山东衛視在2013年首次制作的每週四晚22點檔大型歌唱選秀節目，也是該台继2012年天籁之声後，重新製作同系列選秀節目。於2013年7月4日首播。節目城市海選階段已於2013年4月29日在济南、广州和北京等城市展開。

## 简介
- 节目名称：中国星力量
- 主办单位：山东卫视
- 詹建波工作室
- 播出平台：山东卫视
- 播出时间：2013年7月4日—2013年9月12日 每周四22：00
- 节目时长：70分钟
- 总期数：11期
- 梦想大使：成龙
- 明星导师： 王傑、韦唯、杨钰莹
- 造星Master：张亚东、毕晓世、詹华
- 主持人：张杨果而
- 总导演：张红权
- 宣传口号：中国星力量 中国新偶像
- 节目原版：《Kpop star》

山东卫视大型明星养成真人秀节目《中国星力量》，7月4日首期节目播出后，获得各方热烈反响和好评。新华社为《中国星力量》发通稿，大众日报、京华时报等数十家报纸集中报道。7月8日出版的《光明日报》，以《选秀节目应做璞玉加工者》为题，对《中国星力量》予以赞扬，认为这档节目“提出回归‘台上一分钟，台下十年功’的选人标准，对于培育‘明星素养’的理念和对专业性的强调，为修正当前的‘造星’思路，提供了有益的探索。

## 结果
2013年8月29日晚，山东卫视大型明星养成类真人秀《中国星力量》完美收官，並奪得當晚收視率冠軍
，经过两轮激烈角逐，最终王傑團隊的小波与杰子组合夺得冠军，楚玥、蔡炎东分获亚、季军，苏思蓉、杨嘉松、姚伟涛获得第四名、第五名和第六名。

### 比賽名次
| 導師   | 學員           | 結果   |
| ------ | -------------- | ------ |
| 王傑   | 小波於傑子組合 | 冠軍   |
| 韦唯   | 楚玥           | 亞軍   |
| 韦唯   | 蔡炎东         | 季軍   |
| 王傑   | 苏思蓉         | 第四名 |
| 韦唯   | 杨嘉松         | 第五名 |
| 杨钰莹 | 姚伟涛         | 第六名 |

本季比赛十强为：小波与杰子组合、楚玥、蔡炎东、苏思蓉、杨嘉松、姚伟涛、王紫霏、Star4组合（ 余铭轩、余枫、杨雪琦、贺飞 )、宗文尧、刘琳

## 節目花絮
在此節目中，成龍徒弟胡俊铭被評委一致淘汰，由於王傑的點評最為嚴格犀利，謠傳王傑因「毒舌」，得罪成龍而不再任評委，但不少圈內人稱王傑是唯一合格評委

，
冠軍選手也是出自於王傑所率領的團隊
。
此後又有謠傳王傑「毒舌」新聞，被傳是暗指香港歌手陳奕迅不會唱歌，純屬傳媒斷章取義，歪曲事實

在六强比賽中，韩红徒弟，曹扬，得到导师盛赞却遭观众嫌弃，首轮比赛即被观众评审颠覆比分，无缘冲击总决赛
。
《中国好声音》上《当时的月亮》的编曲是出自苑杰(杰子)之手，
《中國星力量》比賽歷時兩個月，練習生的精彩表現和導師團隊給觀眾留下了深刻印象。
練習生以音樂為本，高音少，原創多，以情動人。六强练习生杨嘉松曾给田震、水木年华、爱戴等人写歌当制作人，每场比赛都演唱自己的原创。小波与杰子组合在比赛中曾改编过《伴》和《当时的月亮》，在冠军争夺赛中凭借全新原创《这样的夜我该说爱你》打败同为原创歌手的杨嘉松。三位明星導師認真負責。王傑称“我是带着责任为13亿中国人选出未来的巨星”，“身为一个评论人员，是要对广大的观众有所交待及负责任的”，“对于观众，我问心无愧”，专业程度可见一斑。

## 同类型节目
- - 浙江衛視 《中國好聲音》
  - 湖南衛視 《快乐男声2013》、《中国最强音》
  - 東方衛視 《中国梦之声》
  - 深圳衛視 《中国音超》
  - 广东衛視 《中國声力军》
  - 金鹰卡通 《中国新声代》
  - 湖北衛視 《我的中国星》
  - 江西衛視 《中国红歌会》
  - 四川衛視 《中國藏歌会》
  - 青海衛視 《花儿朵朵》
  - 云南衛視 《完美声音》
  - 北京衛視 《最美和声》
  - 广西衛視 《一声所爱大地飞歌》
  - CCTV-3 《星光大道》
  - CCTV-3 《直通春晚》